# Sistema elettronico per l'autorizzazione al viaggio

Logo del sistema ESTA

Il sistema elettronico per l'autorizzazione al viaggio (in lingua inglese Electronic System for Travel Authorization, in acronimo ESTA) è un requisito del governo degli Stati Uniti d'America rivolto ai viaggiatori che desiderano entrare negli Stati Uniti nell'ambito del programma viaggio senza visto (Visa Waiver Program).

## Storia
Già dall'agosto 2008, i passeggeri potevano registrarsi al programma, ma l'autorizzazione di viaggio divenne obbligatoria dal 12 gennaio 2009. Dalla data di approvazione, i viaggiatori potranno usare l'ESTA concesso per i successivi due anni, avendo cura di aggiornare di volta in volta online i dati obbligatori richiesti inerenti ai viaggi successivi. In caso di scadenza del passaporto dell'intestatario prima dei 2 anni di validità dell'ESTA, contemporaneamente anche quest'ultimo verrà a decadere.
In caso di accesso via terra nei due anni successivi alla prima accettazione di un ESTA, bisognerà compilare nuovamente il modulo cartaceo I-94W per accessi via terra.
Su richiesta del governo spagnolo, il nome del requisito fu cambiato da ETA (Electronic Travel Authorization) ad ESTA a causa di preoccupazioni  riguardanti il gruppo Euskadi Ta Askatasuna a causa dei due acronimi identici "ETA". In Australia è in vigore un sistema simile, che è tuttora chiamato Electronic Travel Authority System Dal 20 gennaio 2010 le compagnie aeree sono obbligatoriamente tenute, pena sanzioni, a richiedere l'ESTA al momento del check-in.
Dal 2005, il dipartimento di stato americano ha iniziato a studiare la possibilità di introdurre una "road map countries" sui possibili paesi che potrebbero accedere al Visa Waiver Program. Dei 19 paesi iniziali, 11 sono stati ammessi. Gli altri 8 restanti sono: Argentina, Brasile, Bulgaria, Cipro, Israele, Turchia e Uruguay (membro già in passato dal 1999 al 2003).

## Descrizione
I viaggiatori che intendono entrare nel paese per via aerea o marittima devono ottenere preventivamente un'autorizzazione elettronica al viaggio compilando online il modulo I-94W (una volta su carta, e da compilare appena prima dell'ingresso nel paese). Se tale autorizzazione viene approvata, il permesso stabilisce il diritto di viaggiare verso gli Stati Uniti, ma non garantisce il diritto del richiedente ad entrare negli Stati Uniti nell'ambito del programma Viaggio senza visto (Visa Waiver Program).
Al momento dell'arrivo negli Stati Uniti, il viaggiatore sarà intervistato da un ufficiale dell'immigrazione (Customs and Border Protection) alla frontiera, dove il soggetto che chiede l'ingresso dovrà riuscire a convincere il funzionario a concedergli l'ingresso nel paese, essendo tale concessione a libera discrezione dell'agente di polizia di frontiera, che non deve motivare l'eventuale rifiuto. Un rifiuto dell'ESTA o un reimpatrio per mancata convincimento dell'agente non impedisce di richiedere l'emissione di un visto ordinario per l'ingresso negli Stati Uniti presso il consolato competente del luogo del rilascio.
Tutte le informazioni fornite dal richiedente, o a nome del richiedente da un altro individuo autorizzato, devono essere corrette e veritiere. Un'autorizzazione elettronica al viaggio può essere revocata in qualsiasi momento e per qualunque ragione, come nel caso in cui siano state ottenute altre informazioni che influiscono sull'idoneità. Il richiedente sarà soggetto a sanzioni amministrative o penali, in caso di volontarie e consapevoli dichiarazioni e affermazioni false, fittizie o fraudolente, rilasciate in una domanda di autorizzazione al viaggio inoltrata dal richiedente o a nome del richiedente.
L'ESTA non è richiesto se si proviene via terra dal Canada o dal Messico. 
Ai viaggiatori (inclusi i bambini) non in possesso di un ESTA può essere negato il check in da parte della compagnia aerea dall'aeroporto di partenza, sebbene sia possibile ottenerlo al momento, ma comunque in nessun caso sarà fornito né dovuto dalla compagnia aerea con la quale si intende effettuare il viaggio..
L'Ufficio delle dogane e della protezione delle frontiere degli Stati Uniti informa che a partire dall'8 settembre 2010 i viaggiatori dei paesi aderenti al Visa Waiver Program dovranno pagare l'importo di $21 all'atto della richiesta dell'autorizzazione ESTA. Tale pagamento dovrà essere effettuato tramite carta di credito al momento della richiesta su uno dei siti web ufficiali del governo degli Stati Uniti d'America. Se non si è in possesso di carta di credito intestata a sé, è necessario utilizzare una carta di credito di un amico o un conoscente. Se non è possibile neppure utilizzare tale possibilità, è possibile rivolgersi ad un agente di viaggi specializzato all'invio di tale richiesta. In alternativa, è possibile richiedere all'ufficio consolare del luogo il rilascio di un ordinario visto.

## Procedimento di richiesta
Il governo degli Stati Uniti raccomanda ai viaggiatori di richiedere online una richiesta di autorizzazione almeno tre giorni (72 ore) prima di un viaggio verso gli Stati Uniti. Questo non è una condizione, poiché la maggior parte delle autorizzazioni viene concessa in meno di un minuto. Comunque, se un viaggiatore non risulti idoneo per un viaggio senza visto, dovrà necessariamente fare richiesta di un visto presso un'ambasciata o un consolato degli Stati Uniti, che è sostanzialmente un processo più lungo e che può rendere necessaria un'intervista con un agente consolare.
Questa raccomandazione è stata ampiamente e ingannevolmente interpretata come un requisito. Come risultato, gli oppositori del sistema ritengono che queste nuove regole scoraggino i viaggi dell'ultimo minuto.
Per ottenere attraverso internet e ricevere l'autorizzazione di viaggio è necessario che:
- La cittadinanza del richiedente sia di uno dei paesi beneficiari del Visa Waiver Program: Andorra, Australia, Austria, Belgio, Brunei, Corea del Sud, Danimarca, Estonia, Finlandia, Francia, Germania, Giappone, Grecia, Irlanda, Islanda, Italia, Lettonia, Liechtenstein, Lituania, Lussemburgo, Malta, Paesi Bassi, Polonia, Portogallo, Principato di Monaco, Nuova Zelanda, Norvegia, Regno Unito, Repubblica Ceca, San Marino, Singapore, Slovacchia, Slovenia, Spagna, Svezia, Svizzera, Ungheria.
- Il periodo di permanenza sia più breve di 90 giorni
- Si abbia un passaporto valido
- Si utilizza una compagnia aerea o di crociera conosciuta dal governo degli Stati Uniti e che si sia in possesso di un biglietto di viaggio di andata e ritorno che mostri sia la destinazione finale sia l'eventuale paese di transito.

Durante la compilazione del modulo per la richiesta dell'ESTA, al viaggiatore vengono effettuate diverse domande, ad esempio sulle proprie condizioni di salute o la propria fedina penale, per chiarire la sua posizione e il motivo per il quale intende recarsi negli Stati Uniti. Per chi comunque richiede l'ESTA per motivi turistici, non ci sono problemi con l'accettazione del visto, inoltre se si prenota il viaggio presso un'agenzia di viaggi, la sua compilazione è solitamente curata direttamente dall'agenzia.